# Sarcaulus oblatus
Sarcaulus oblatus là một loài thực vật thuộc họ Sapotaceae. Đây là loài đặc hữu của Ecuador.